# 格倫茨巴赫河 (勒斯勞河支流)
50°5′24″N 12°15′11″E / 50.09000°N 12.25306°E
格倫茨巴赫河是德國的河流，位於該國東南部，由巴伐利亞負責管轄，屬於勒斯勞河的右支流，河道全長2.5公里，流經上法蘭克尼亞行政區。